# Ла-Капель-Бле
Ла-Капе́ль-Бле (фр. La Capelle-Bleys, окс. La Capèla Blèis) — коммуна во Франции, находится в регионе Окситания. Департамент — Аверон. Входит в состав кантона Рьёпейру. Округ коммуны — Вильфранш-де-Руэрг.
Код INSEE коммуны — 12054.
Коммуна расположена приблизительно в 510 км к югу от Парижа, в 100 км северо-восточнее Тулузы, в 32 км к западу от Родеза.

## Население
Население коммуны на 2008 год составляло 391 человек.
| 1962 | 1968 | 1975 | 1982 | 1990 | 1999 | 2008 |
| ---- | ---- | ---- | ---- | ---- | ---- | ---- |
| 505  | 477  | 425  | 390  | 349  | 357  | 391  |

## Экономика
В 2007 году среди 213 человек в трудоспособном возрасте (15—64 лет) 156 были экономически активными, 57 — неактивными (показатель активности — 73,2 %, в 1999 году было 69,2 %). Из 156 активных работало 139 человек (80 мужчин и 59 женщин), безработных было 17 (5 мужчин и 12 женщин). Среди 57 неактивных 20 человек были учениками или студентами, 16 — пенсионерами, 21 были неактивными по другим причинам.